# Avinguda Onze de Setembre, 10-16-22
L'Avinguda Onze de Setembre, 10-16-22 és un conjunt de tres edificis històrics a Olot (Garrotxa).

## Descripció
El conjunt mostra les tipologies de l'evolució edificativa d'Olot entre els segles XVI al XX, sobre una base popular barroca. L'edifici situat al número 22 té una fitxa específica per les seves particularitats (Can Grau - Consell Comarcal). L'edifici número 16 té una façana amb quatre eixos verticals de composició i característiques similar a Can Grau. A la llinda de la porta principal hi figura la data 1764. La tipologia que apareix en el vestíbul d'accés indica una actuació de reforma del segle xix. L'edifici del número 10 figura documentat al 1607, quan s'encarregà la seva construcció, al carrer Major de la vila vella i fou reformat el 1862 en la seva façana lateral. Al darrere destaquen les obertures amb arcades, ara cegades.